# Jabalera
Jabalera es una localidad del municipio conquense de El Valle de Altomira, en la comunidad autónoma de Castilla-La Mancha (España). 
La iglesia está dedicada a Santa María la Mayor. Sus fiestas patronales suelen ser el tercer fin de semana de agosto, variando según la celebración de estas en los otros municipios de la pedanía. Se celebran también Santa Brígida, el 1 de febrero, el Cristo y San Isidro.

## Localidades limítrofes
Confina con las siguientes localidades:
- Al norte con Buendía
- Al sur con Garcinarro
- Al noroeste con Albalate de Zorita y Almonacid de Zorita

## Demografía
| Gráfica de evolución demográfica de Jabalera entre 1842 y 1960 |
| |
| Población de derecho según los censos de población del INE Población de hecho según los censos de población del INEEntre el censo de 1970 y el anterior, este municipio desaparece porque se integra en el municipio Puebla de Don Francisco |

Evolución de la población
| Gráfica de evolución demográfica de Jabalera entre 2000 y 2017     |
|                                                                    |
| Población de derecho (2000-2017) según el padrón municipal del INE |

## Historia
Así se describe a Jabalera en el tomo IX del Diccionario geográfico-estadístico-histórico de España y sus posesiones de Ultramar, obra impulsada por Pascual Madoz a mediados del siglo XIX:

Villa con ayuntamiento en la provincia y diócesis de Cuenca (10 leguas), partido judicial de Huete (3), audiencia territorial de Albacete (26), y capitanía general de Castilla la Nueva (Madrid 17); Situada en llano rodeado de monte por S y E, con clima templado y sano, y combatido por los vientos N, E y S. Consta de 130 casas de un solo piso la mayor parte y pocas comodidades, distribuidas en calles irregulares; hay una escuela común para ambos sexos, dotada con 30 fanegas de trigo y 280 reales; para surtido del vecindario hay una fuente salobre fuera de la población; la iglesia parroquial bajo la advocación de Santa María la Mayor, está servida por un cura de segundo ascenso y un sacristán; cerca de la población, en lo más elevado de su circunferencia, se hallan dos ermitas denominadas de Santa Ana y de Santiago Apóstol. Confina el término por N Buendía; E Moncalvillo; S Mazarulleque y O Garcinarro. Su terreno es poco productivo y bastante quebrado, en el que hay un monte contiguo a la población, poblado de mata baja de roble, y del cual se surten de leña; le cruza un pequeño arroyo, que naciendo en el término de Vellisca, se incorpora al Guadiela por la sierra de Almonacid y Buendía. Los caminos son de pueblo a pueblo y en mal estado. La correspondencia la reciben de Huete y de Buendía por valijero los miércoles, jueves, domingos y lunes. Producciones: trigo, cebada, centeno, avena, legumbres en pequeña cantidad, algún vino y aceite, y esparto; se cría ganado lanar y cabrío; hay caza de liebres, conejos, perdices y algunos peces en el mencionado arroyo. Industria: la agrícola, un molino harinero y la elaboración del esparto. El comercio está reducido a la exportación de cereales sobrantes y de esparto, y a la importación de algunos artículos de que se carece. Población: 131 vecinos, 521 almas. Capital productivo: 1.664.860 reales. Imponible: 83.243 reales.
Diccionario geográfico-estadístico-histórico de España y sus posesiones de Ultramar